# War, Inc.
War, Inc. è un film del 2008 diretto da Joshua Seftel, con John Cusack, Hilary Duff, Marisa Tomei, Ben Kingsley e Dan Aykroyd. Negli Stati Uniti il film è uscito nei cinema il 23 maggio 2008. La première del film è avvenuta a New York il 28 aprile 2008, in occasione del Tribeca Film Festival, dove ha ricevuto una nomination.
In Italia il film è stato distribuito direttamente in DVD a partire dal 10 settembre 2008 a noleggio mentre in vendita dal 22 ottobre 2008. Nel circuito televisivo il film è stato trasmesso con il titolo War, Inc. - La fabbrica della guerra.

## Trama
Il killer professionista Brand Hauser viene assunto da una potentissima multinazionale statunitense, la Tamerlane, per andare in un paese in guerra con gli Stati Uniti, il Turaqistan, ed uccidere un famoso politico. Come copertura Hauser si finge un noto produttore televisivo americano incaricato di organizzare in diretta televisiva il matrimonio di una famosa popstar, Yonica Babyyeah. In seguito Hauser conosce la giornalista Natalie Hegalhuzen, forte idealista e contraria alla guerra, della quale si innamora.

## Produzione e distribuzione
Le riprese sono iniziate nell'ottobre 2006 e terminate il dicembre dello stesso anno, le principali location sono state fissate a Sofia e a Plovdiv, in Bulgaria.
La presentazione del film doveva tenersi nel settembre 2007 nel corso del Toronto Film Festival, ma poi il film venne presentato al Tribeca Film Festival, dove avvenne la première e ricevette una nomination.
Il politico che Hauser è incaricato di uccidere si chiama Omar Sharif, chiaro riferimento all'omonimo attore egiziano. Infatti in una scena Hauser chiede a Natalie: «Conosci Omar Sharif?», e lei: «Chi l'attore?». La zona del Turaqistan dove imperversa ancora il conflitto tra ribelli e truppe americane nel film si chiama Fallaf, nome che rimanda alla più tristemente nota Fallujah, città dell'Iraq

## Critica
Il film ha ricevuto durante l'edizione dei Razzie Awards 2008 una nomination come peggior attore non protagonista per Ben Kingsley.